# Служевское кладбище
Служевское кладбище (пол. Cmentarz na Służewie) — католическое кладбище, расположенное в варшавском районе Старый Служев на территории дзельницы Урсынов. Кладбище расположено на улице Фоса при церкви святой Екатерины.

## История
Расположенное возле церкви кладбище возникло вскоре после постройки храма около 1238 года. Кладбище было частично разрушено во время ноябрьского восстания 1830 года и восстановлено в 1839 году. До сегодняшнего дня сохранились три могилы первой четверти XIX века. В 1850 году кладбище было обнесено каменной стеной. В 1876 году оно было расширено.

## Известные личности, похороненные на кладбище
- Ванда Крахельская-Филипович.
- Стрышак, Авдон
- Януш Насфетер